# 香港藝術中心
香港藝術中心（英語：Hong Kong Arts Centre）是一所非牟利及自負盈虧的藝術團體，於1977年成立，致力推廣當代藝術。總部位於香港灣仔港灣道2號。現任名譽主席為包陪麗女士，監督團主席為劉文邦先生。
香港藝術中心是一所多元藝術創意中心，多年來積極將創新前瞻的當代藝術引進香港，同時亦努力將本土藝術家介紹給海外觀眾。 作為本地首個非政府、獨立自主的非牟利多元藝術機構，一直致力鼓勵、推廣創意， 竭力促進本地與國際的藝術交流；透過舉辦不同形式的藝術活動及跨界合作，把香港和世界聯繫起來。
過去四十年間，香港藝術中心致力於推動本地藝術與國際文化交流，籌辦逾兩千個以上節目包含視覺藝術、表演藝術、影像與數位藝術、公共藝術、講座論壇、藝術節等等，介紹並推廣多元藝術類型給廣大公眾。
香港藝術中心旗下的「香港藝術學院」則於2000年成立，是一所經政府認可的學術機構，由充滿熱誠並擁有卓越成就的藝術家負責當中之教學工作。學院的學歷頒授課程包括藝術、應用藝術、媒體藝術和應用劇場與戲劇教育；涵蓋高級文憑、專業文憑、學士及碩士學位課程，為香港藝壇培育新血。另外中心也透過策展展覽、委約等模式，為本地有潛質的藝術家提供機會在本地，甚至國際平台展示作品。
中心以四十周年為契機，重塑品牌，修繕大樓，強化其「藝術在中心」的核心概念，繼續推動亞洲當代藝術發展，將本地藝術推廣至全世界。

## 願景
透過推廣當代藝術和藝術教育，致力推動香港成為一個充滿藝術活力及創造力的文化大都會。

## 使命
透過精心策劃及多元的節目，及有質素的藝術教育課程，帶動社區賞析及創作藝術。

## 歷史

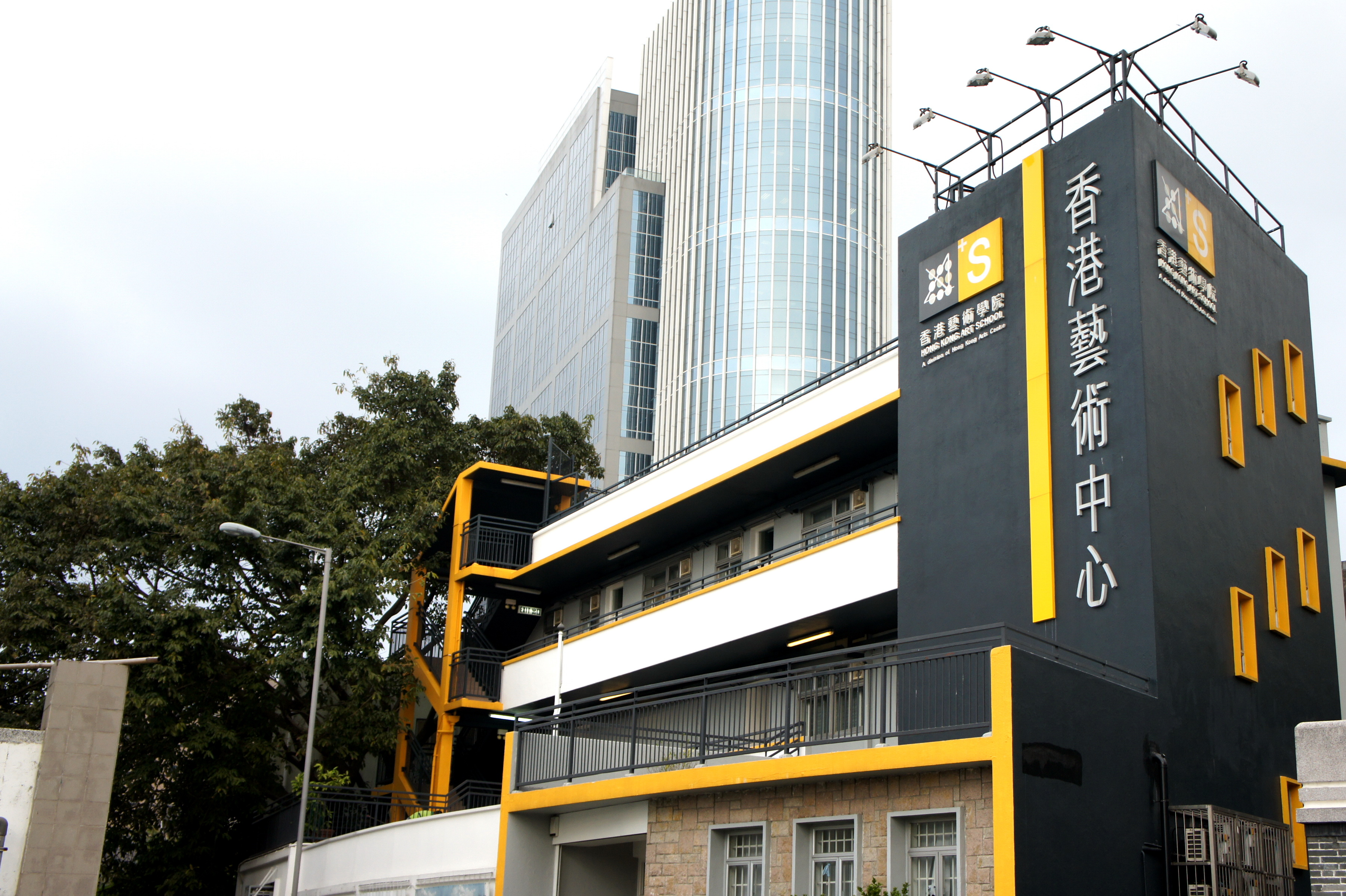
香港藝術學院校舍位於筲箕灣譚公廟道8號

香港直至1960年代後期，只有大會堂一個現代藝術場地，藝術活動場地嚴重不足，1968年有些藝術團體醞釀向政府申請土地，興建藝術中心，由當時大學資助委員會秘書長白懿禮（S.F. Bailey）和著名建築師何弢牽頭，1971年6月正式登記成為法定機構，經過數年游說，1972年政府終於答應撥出灣仔告士打道外面新填海區的一塊小土地，由何弢設計，有關藝術團體四出向社會各界募捐建築費，邊建邊籌款，最終只籌得2,800萬元建築費一半，建築期間因欠資而幾乎停工，最後港督麥理浩協助，由政府出面擔保向銀行借貸，藝術中心才能建成。首任主席是中文大學創校校長李卓敏，副主席邵逸夫，首任總經理是從英國聘請的鄧禮勤（Neil Duncan），於1977年10月14日由港督主持開幕。
1988年，香港藝術中心演奏廳正式改建成為當時全港第一家藝術電影院——「林百欣電影院」（後易名為及「香港藝術中心電影院」；現為「古天樂電影院」），大規模的藝術電影節目陸續推出，包括「香港同志電影節」及「香港亞洲獨立電影節」等，培養出一代又一代電影觀眾和電影工作者。時至今日，仍是香港最活躍的藝術電影院，積極培養市民對世界各地電影作品的認識和欣賞，並且致力栽培年青人從事電影和錄像的創作。
展覽節目一直是藝術中心推動當代藝術使命的重要元素，打從1977年的開幕展覽開始，佔地兩層的包氏畫廊曾展出不少中外大師作品。臨近1997年，時值香港主權移交予中國，藝術中心籌辦了多個有關本地藝術、文化及歷史的展覽及藝術節，促使香港藝術家對文化傳統及身份進行探索，並在社會引起重大的迴響。
在1984年，藝術中心成立教育部，推出不同的藝術課程，包括陶藝和電腦藝術。1998年，香港藝術中心與澳洲皇家墨爾本理工大學合作，開辦香港第一個兼讀藝術學位課程。
1995年開始，藝術中心每年舉辦IFVA短片及影像媒體比賽，同時舉辦「IFVA獨立短片及影像媒體節」，放映及展出入圍作品。2009年起開辦「影像無國界」創意影像計劃，為香港的少數族裔青年免費提供影像教育。亦舉辦旨在普及影像藝術的「ifva Everywhere 影像嘉年華」，以及社區及學校巡迴放映等。
隨著2000年教育部升格為香港藝術學院，他們在藝術教育的發展又向前邁進了一大步。今天，香港藝術學院已成為香港最主要的藝術學府之一，提供一系列兼讀和日間的證書、文憑和學位課程，涵蓋藝術、應用藝術、媒體藝術、藝術教育及藝術行政。
香港藝術中心與劇場組合由2004年起展開的長期伙伴計劃「PIP快樂共和」，在藝團與場地的配套合作方面，摸索出一套新模式，對藝術家的創作及演藝場地的營運，以至香港未來的文化藍圖等，都極具啟示作用。
2013年9月19日至25日瑞士駐港領事館及瑞士國家旅遊局在香港藝術中心舉辦“Art of Swiss Beauty美麗承傳藝術展”，展出一系列26個在港首度曝光的瑞士古董娃娃以及瑞士著名剪紙藝術家Heinz Pfister的名作。
2017年，為紀念藝術中心成立40周年，與深圳香港城市建築雙城雙年展合作，舉辦展覽，並介紹中心歷史。
2018年，舉辦香港首個國際級雕塑公園「藝遊維港Harbour Arts Sculpture Park」，帶來博物館級別藝術品，點綴中西區至灣仔一帶的海濱景緻。

## 組織結構
| 名譽贊助人： - 香港特別行政區行政長官李家超先生，大紫荊勳賢，SBS，PDSM，PMSM，大紫荊勳賢，CBE，大紫荊勳賢 名譽主席： - 包陪麗女士，銅紫荊星章，BBS | 監督團成員 主席： - 劉文邦先生 成員： - 周世耀先生，JP，JP（香港藝術學院督導委員會主席） - 蔡關頴琴女士，銅紫荊星章，榮譽勳章，太平紳士，法國藝術與文學騎士勳章，BBS，MH，JP - 袁家達先生，榮譽勳章（建築物委員會主席） - Anne Witt女士（發展委員會主席） - 周世耀先生 - 何偉明先生（財務委員會主席） - 何超盈女士 - 葉楊詩明女士 - 葉思芬女士 (香港藝術中心總幹事) - 雷鼎鳴教授，銅紫荊星章，太平紳士 - 潘芷慇女士 - 徐若婷女士 |

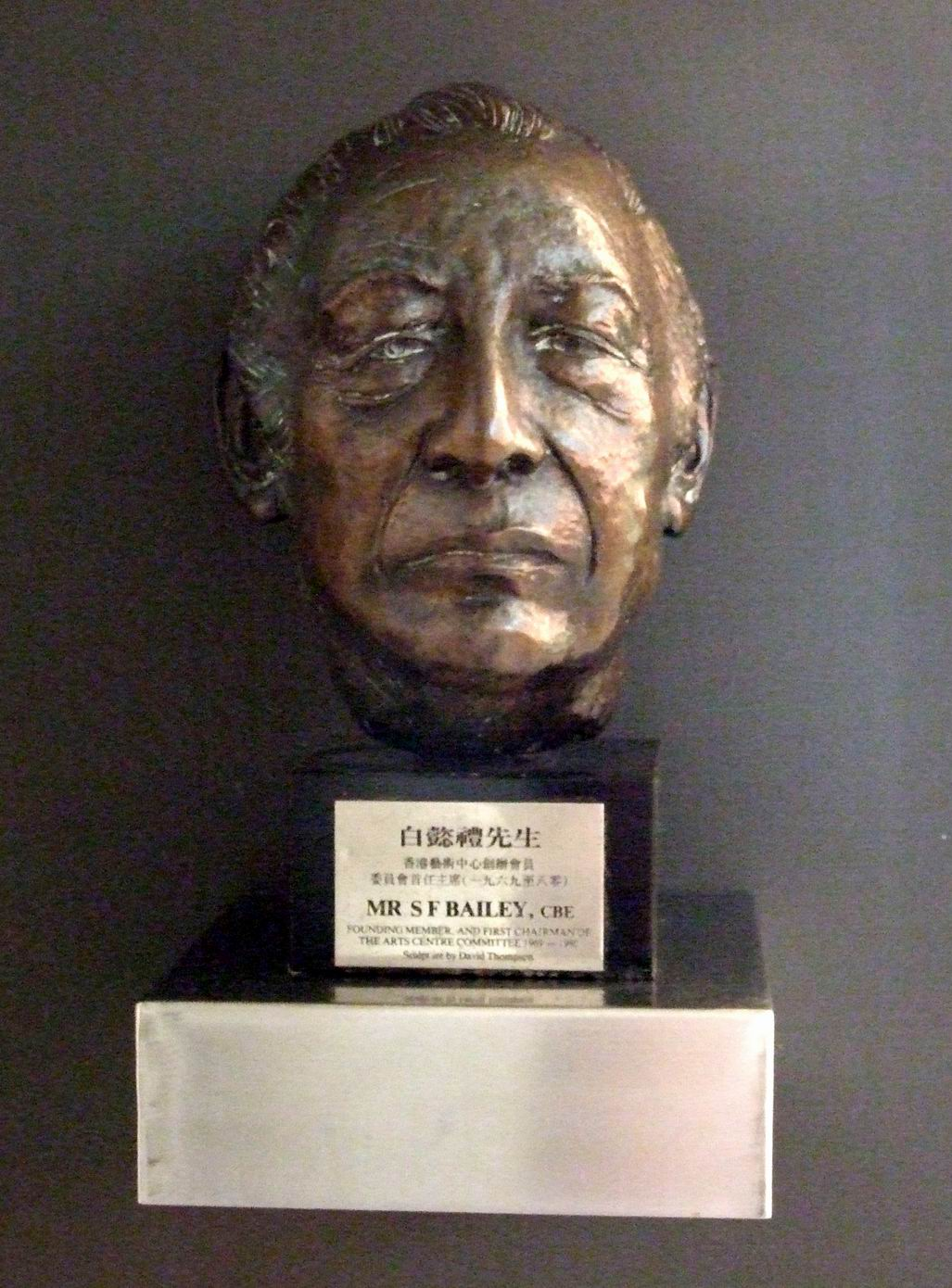
創辦人白懿禮的頭像

| 香港藝術中心監督團 | |
| （英語） | |
| | |
| 法定機構概要 | |
| 成立时间 | 1977年 |
| 類型 | 公營機構 |
| 管轄范围 | 香港特別行政區 |
| 驻地 | 香港灣仔港灣道2號 |
| 首长 | - 主席：劉文邦 |
| 授權法源 | - 第304章《香港藝術中心條例》 |
| 網站 | 官方網站 |
| 影像资料 | |
| | |

## 建築
香港藝術中心座落在港灣道與芬域街交界一幅 1,000 平方米的街角上，由香港藝術中心發起人之一，從美國回港的建築師兼藝術家何弢博士設計，樓高16層，再加3層地庫，無柱式室內設計。建築師利用複雜的功能安排衍生出緊扣而簡潔的空間佈局，以三角形為主題，採用雙層牆壁設計，一方面是用作安置輸運及機械系統，另一方面是作為建築物支柱的骨架，中間的空位則用作放置樓梯、電梯、廁所、儲物室冷氣及電器的設備。大廈的天花板是由一組利用預製玻璃纖維模型倒模構成有結構性能的三角形組成，在大廈外形也出現這些三角形的組合。
中心提供近72,386平方尺的辦公室空間予二十多間藝術及文化機構；多元化的藝術展示和表演場地包括畫廊、劇場、電影院、實驗工作室、綵排室等。香港藝術中心跟中心內的各租戶單位經常緊密合作，為香港社區普及藝術與文化。此外，康樂及文化事務署音樂事務處的香港區音樂中心設於大樓9樓，香港歌德學院則設於大樓14樓，而日本放送協會香港支局亦設於大樓11樓。

### 設施
| 劇院 - 「古天樂電影院」 - 「麥高利小劇場」 - 「壽臣劇院」 | 畫廊 - 「包氏畫廊」：包玉剛及包兆龍畫廊 - 「實驗畫廊」 | 外堂 - 「賽馬會展廊」 排練室 - 「何鴻章排練室」 商店 - 「香港藝術中心商店」 |

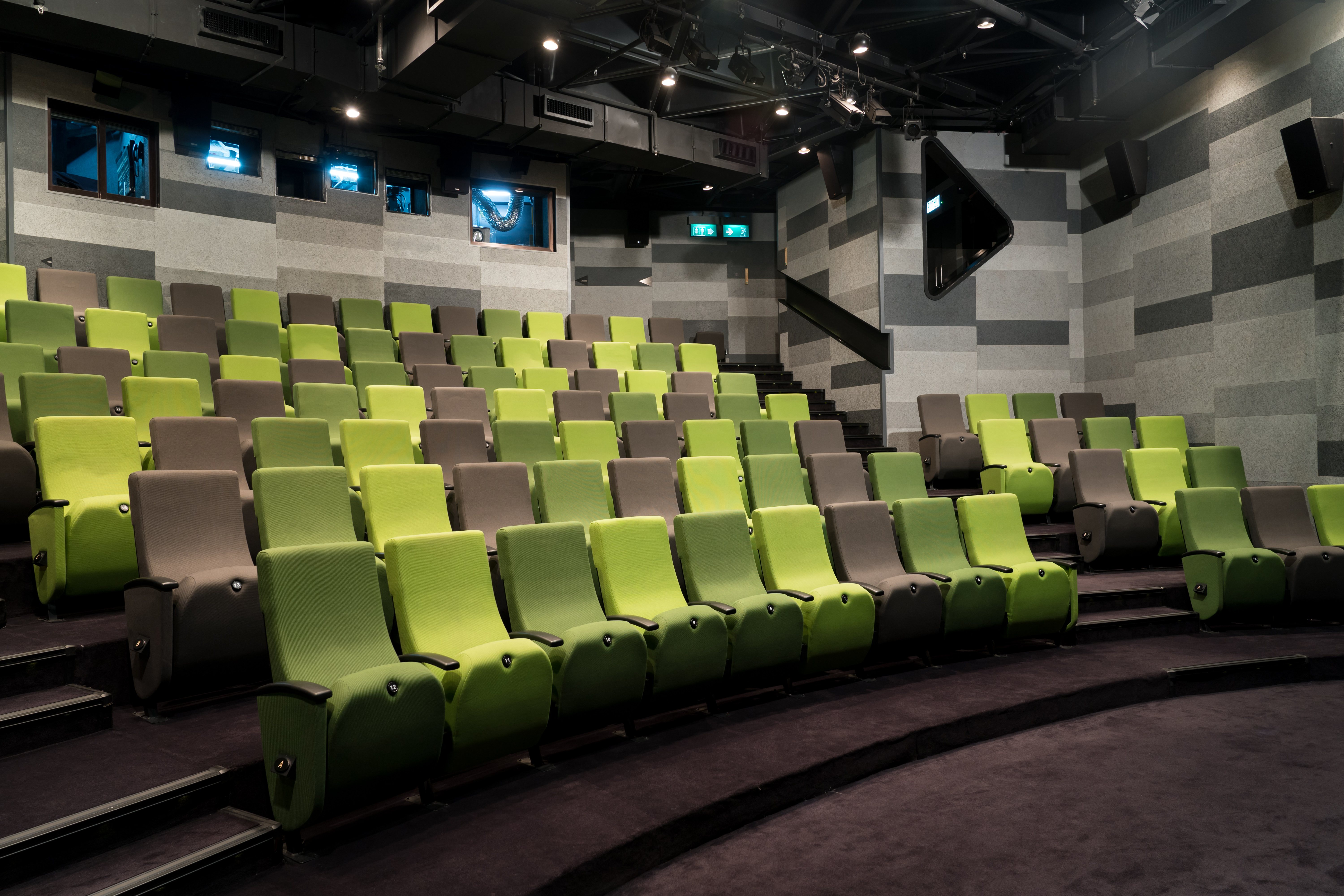
古天樂電影院
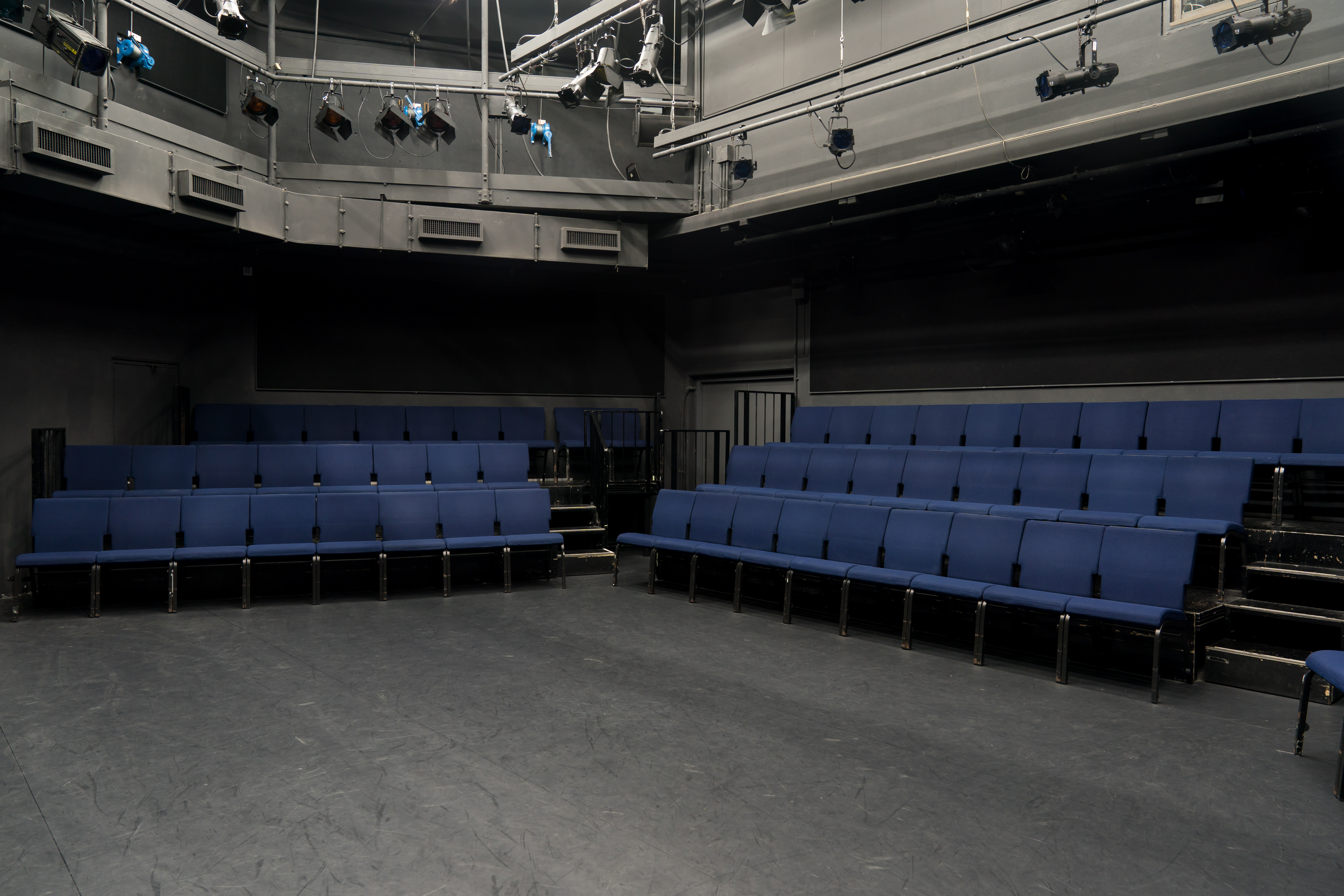
麥高利小劇場
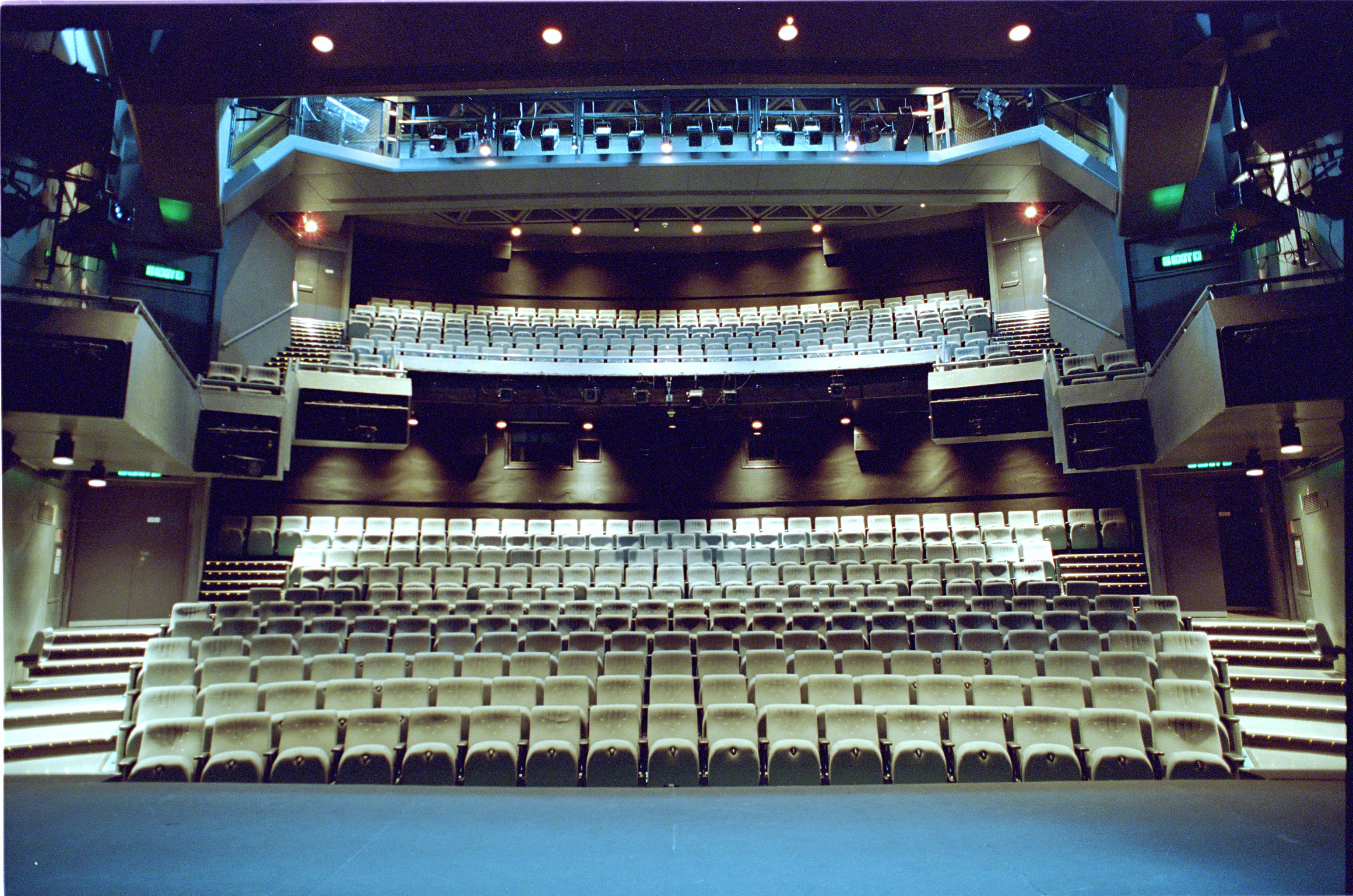
壽臣劇院
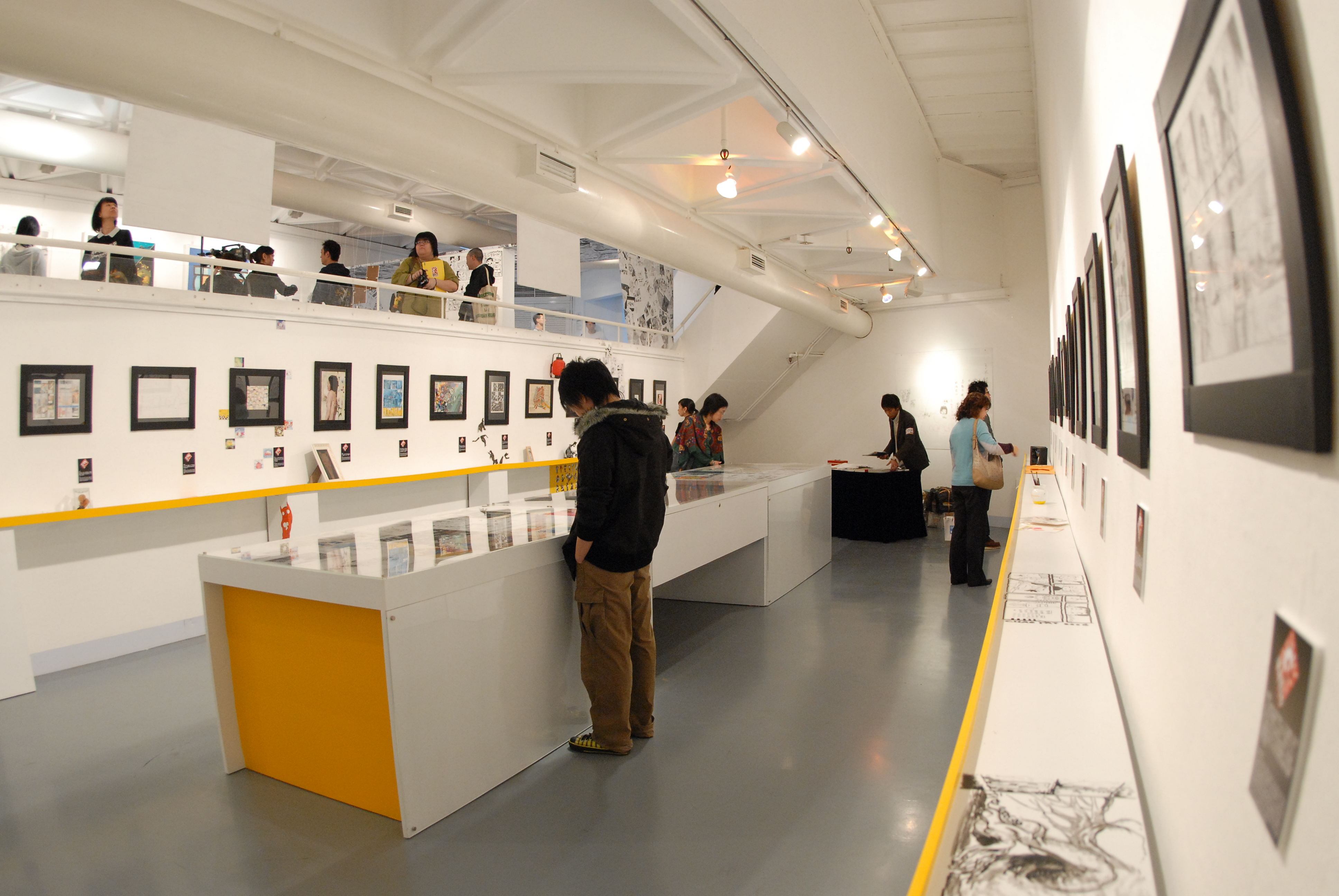
包氏畫廊
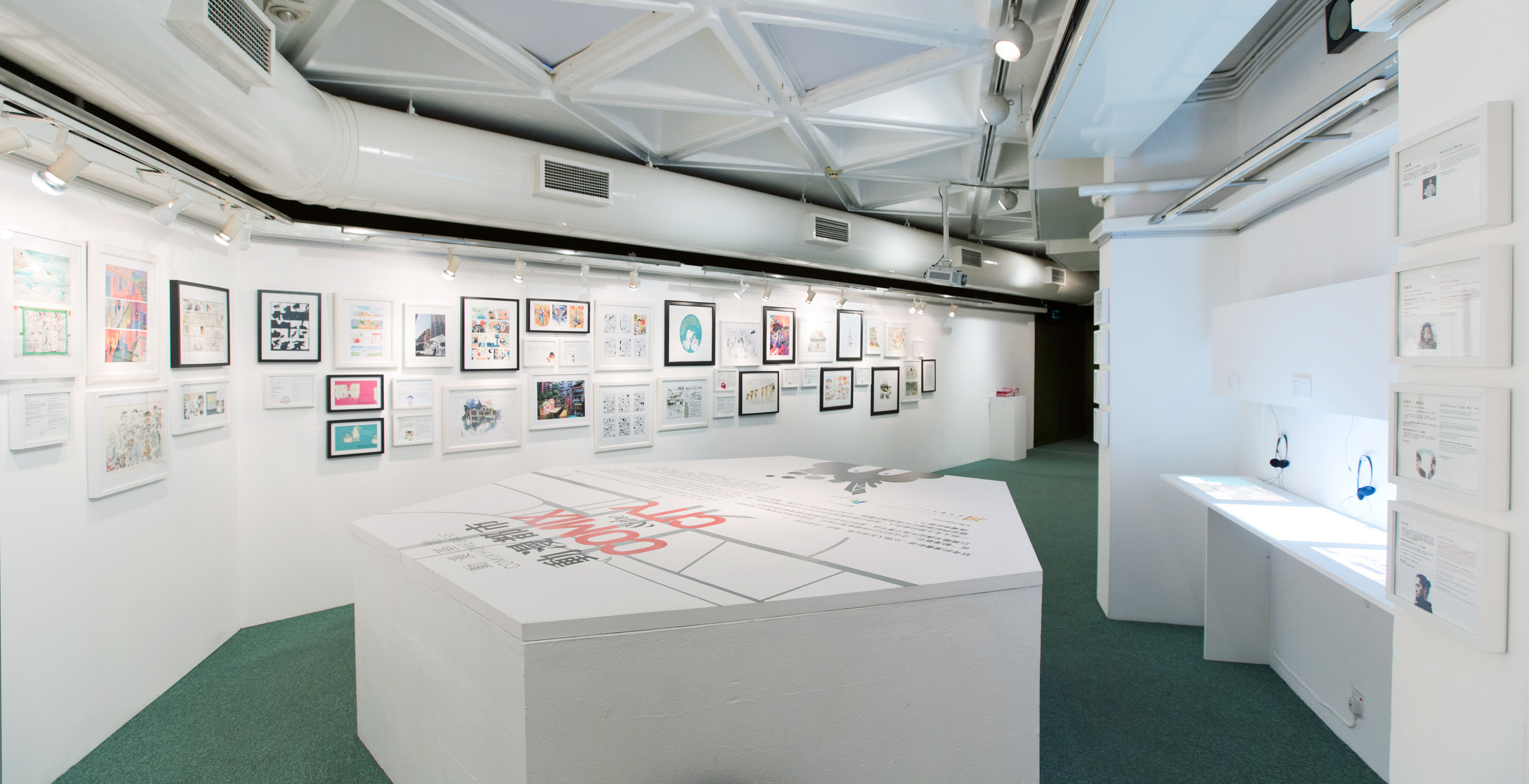
實驗畫廊
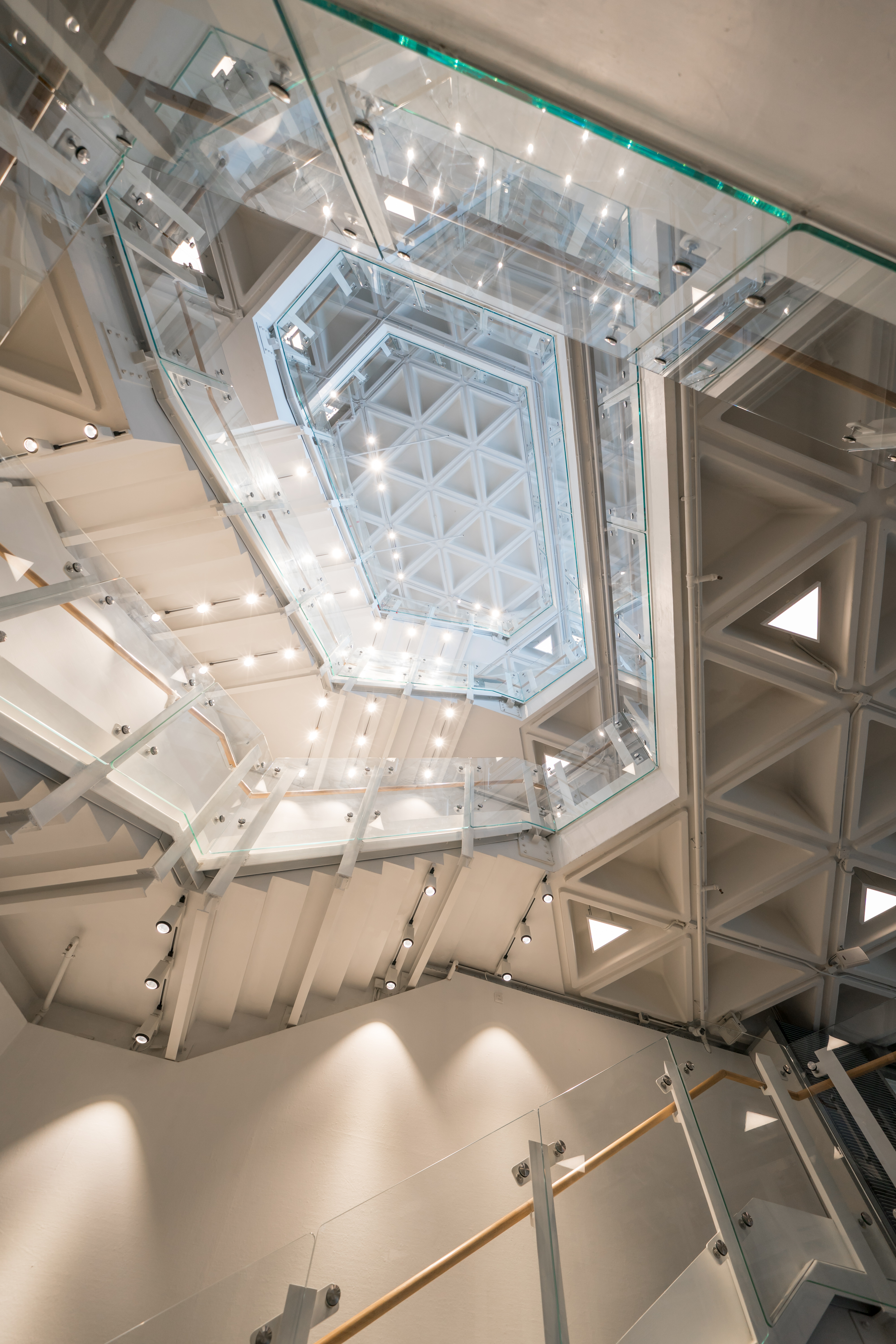
賽馬會展廊